# Victor Jamal Mitchell jr.
Victor Jamal Mitchell jr. (Yokosuka, 30 gennaio 1997) è un giocatore di football americano statunitense con cittadinanza giapponese che gioca come runningback per i Panasonic Impulse.
Dopo aver giocato per la squadra universitaria degli UVA Wise Cavaliers ha firmato nel 2019 con i giapponesi Panasonic Impulse.

## Palmarès
- Rice Bowl (Panasonic Impulse, 2024)